# سیمز ۲: وقت آزاد
سیمز ۲: وقت آزاد (به انگلیسی: The Sims 2: FreeTime) عنوان هفتمین بسته الحاقی برای بازی ویدئویی شبیه‌سازی زندگی سیمز ۲، و پس از سیمز ۲: سفر تفریحی است. این بازی در تاریخ ۲۲ فوریه ۲۰۰۸ توسط الکترونیک آرتس برای مایکروسافت ویندوز عرضه شده و سازنده آن ماکسیس است.